# ناقصة مبيضة
ناقصة مبيضة (الاسم العلمي: Amorpha dealbata) هي نوع من النباتات يتبع جنس الناقصة من فصيلة البقولية.